# 福田赳夫
福田赳夫（日语：／ Fukuda Takeo，1905年1月14日—1995年7月5日），日本群馬縣群馬郡金古町（今群馬縣高崎市足門町）人，經濟企劃廳長官、國務大臣（副總理）、內閣總理大臣。

## 生平
出生於群馬縣高崎市。東京帝國大學法學部法律學科畢業後，大藏省下工作（分配處，大臣官房文書課）。1942年12月 總務局文書課長。1945年5月 大臣官房文書課長兼大臣官房秘書課長。1945年9月 大臣官房長（大臣官房秘書課長兼大臣秘書官也兼）。1946年7月 銀行局長。1947年9月 主計局長。1948年9月 大藏省辭職。1952年 首次当选众议员。1972年12月 就任第二次田中內閣的行政管理廳長官。在三木武夫內閣時參與派系倒閣行動，與大平正芳有密約，只選一任再讓位給大平，1976年 出任內閣總理大臣，兩年後宣布競逐連任，在自民黨總裁初選中敗於大平正芳而退選下台。後來他的福田派策動四十日抗爭，與大平於國會競選首相失敗。他的长子是前內閣官房長官、第91屆的內閣總理大臣的福田康夫，他与福田康夫成為日本史上第一对曾先后擔任日本首相的父子。

## 荣誉

### 日本勋章奖章
- 大勋位菊花大绶章（1995年7月5日）

### 外国勋章奖章
- 天主教伊莎贝尔女王大十字勋章（西班牙语：Orden de Isabel la Católica）（西班牙，1972年1月20日批准[1]）：西班牙王子胡安·卡洛斯于1972年1月20日至26日出访日本。